# 크라켄의 각성
《크라켄의 각성》(The Kraken Wakes)은 존 윈덤의 과학 소설로, 불덩이, 평소보다 서늘한 여름, 배의 침몰 등 일상적인 일들로 외계인들과의 사투를 그리고 있다.
《바다 속의 우주 괴물》이라는 제목으로 한국어 해적판이 간행된 바 있다.

## 줄거리
서술자는 기자이다. 그는 동료 기자이자 아내인 필리스와 휴가를 내어 아프리카로 가던 중 불덩이 여럿이 날아와 바다에 빠지는 것을 목격한다. 그 뒤 그런 불덩이들이 여럿 바다로 들어가고 배의 침몰 사고가 자꾸 일어난다. 보커 박사라는 학자는 이들은 목성에서 온 외계인이며 이들과 친하게 지내도록 노력해야 한다고 주장하지만 사람들은 외계인이라는 말만 듣고 바다에 폭탄들을 투하한다. 그 뒤 이른바 바다 전차라고 불리는 목성인들의 가공할 무기가 각국 해안 지대를 습격한다. 이 바다 전차라는 것들은 마치 끈끈이 주걱과 같은 흰 끈으로 사람들을 마구 끌고 가는 것이다. 지구인들은 지뢰와 대포, 비행기를 사용해 전차들을 파괴한다. 그 뒤 전차의 출몰이 없어지자 보커 박사는 목성인들이 또다른 전략을 구상하고 있다고 주장하지만 사람들은 들은 체도 하지 않는다. 목성인들은 모종의 방법으로 남북극의 빙하를 녹여 대홍수를 일으킨다. 화자는 아내와 함께 콘월로 피난 가 있다가 어느날 찾아온 보커 박사에게서 목성인들은 초음파에 약하다는 사실을 밝혀냈다는 희망적인 소식을 듣는다.